# Bernd Schriever
Bernd Schriever (* 29. Januar 1967 in Hamburg) ist ein deutscher Filmeditor.
Schriever begann seine Arbeit fürs Fernsehen im Jahr 1998 mit dem Schnitt der Serie Balko, für die er bis 2006 über 50 Folgen bearbeitete. Es folgten Episoden der Reihen Tatort, Der Kriminalist und diverse Fernsehfilme für ARD und ZDF. Er lebt in Berlin. 

## Filmografie (Auswahl)
- 1998–2006: Balko (Fernsehserie, 51 Folgen)
- 2002–2006: Pommery (Fernsehreihe)
  - 2002: Pommery und Putenbrust
  - 2005: Pommery und Hochzeitstorte
  - 2006: Pommery und Leichenschmaus
- 2002–2023: Polizeiruf 110 (Fernsehreihe)
  - 2002: Silikon Walli
  - 2017: Dünnes Eis
  - 2023:  Cottbus Kopflos
- 2003–2017: Tatort (Fernsehreihe)
  - 2003: Bermuda
  - 2003: Sag nichts
  - 2004: Hundeleben
  - 2005: Der doppelte Lott
  - 2007: Nachtgeflüster
  - 2007: Ruhe sanft!
  - 2008: Krumme Hunde
  - 2010: Spargelzeit
  - 2012: Hinkebein
  - 2013:  Schwarzer Afghane
  - 2017: Fangschuss
- 2008: Schokolade für den Chef
- 2009: Ein Schnitzel für drei (Fernsehfilm)
- 2009–2010: Der Kriminalist (Fernsehserie, 6 Folgen)
- 2009–2011: Ein Fall für zwei (Fernsehserie, 2 Folgen)
- 2011: Einsatz in Hamburg – Der Tote an der Elbe
- 2012: Das Kind
- 2012: Der Heiratsschwindler und seine Frau
- 2012: Heiter bis tödlich: Morden im Norden (Fernsehserie, 3 Folgen)
- 2012: Nein, Aus, Pfui! Ein Baby an der Leine
- 2013: Harry nervt
- 2013: Schneewittchen muss sterben
- 2013–2014: Die Bergretter (Fernsehserie, 3 Folgen)
- 2014: Wir tun es für Geld
- 2015: Nord bei Nordwest – Der wilde Sven
- 2015–2019: Letzte Spur Berlin (Fernsehserie, 8 Folgen)
- 2018–2019: Beck is back! (Fernsehserie, 13 Folgen)
- 2020: Der Alte und die Nervensäge (Fernsehfilm)
- 2020: Die Heiland – Wir sind Anwalt (Fernsehserie, 3 Folgen)
- 2022: Lehrer kann jeder! (Fernsehfilm)
- 2020: Kanzlei Berger (Fernsehserie, 8 Folgen)
- 2023: Miss Merkel – Mord im Schloss (Fernsehfilm)
- 2023: Einspruch, Schatz! – Ein Fall von Liebe
- 2025: Marie fängt Feuer – Vergeben und Vergessen (Fernsehreihe)